# Élections sénatoriales de 2020 aux Samoa américaines
Les élections sénatoriales de 2020 aux Samoa américaines ont lieu le 3 novembre 2020 afin d'élire au suffrage indirect les 18 membres du Sénat des Samoa américaines, un territoire non incorporé et non organisé des États-Unis.

## Système électoral
Les Samoa américaines sont dotées d'un parlement bicaméral, le Fono, dont le Sénat est la chambre haute. Celui ci est doté de 18 sièges pourvus pour quatre ans au scrutin majoritaire indirect par les conseillers des comtés, parmi les membres de la noblesse. Il s'agit de la seule chambre des états et territoires des États-Unis à ne pas être élue au suffrage universel direct,.